# U-Bahnhof Entre Campos

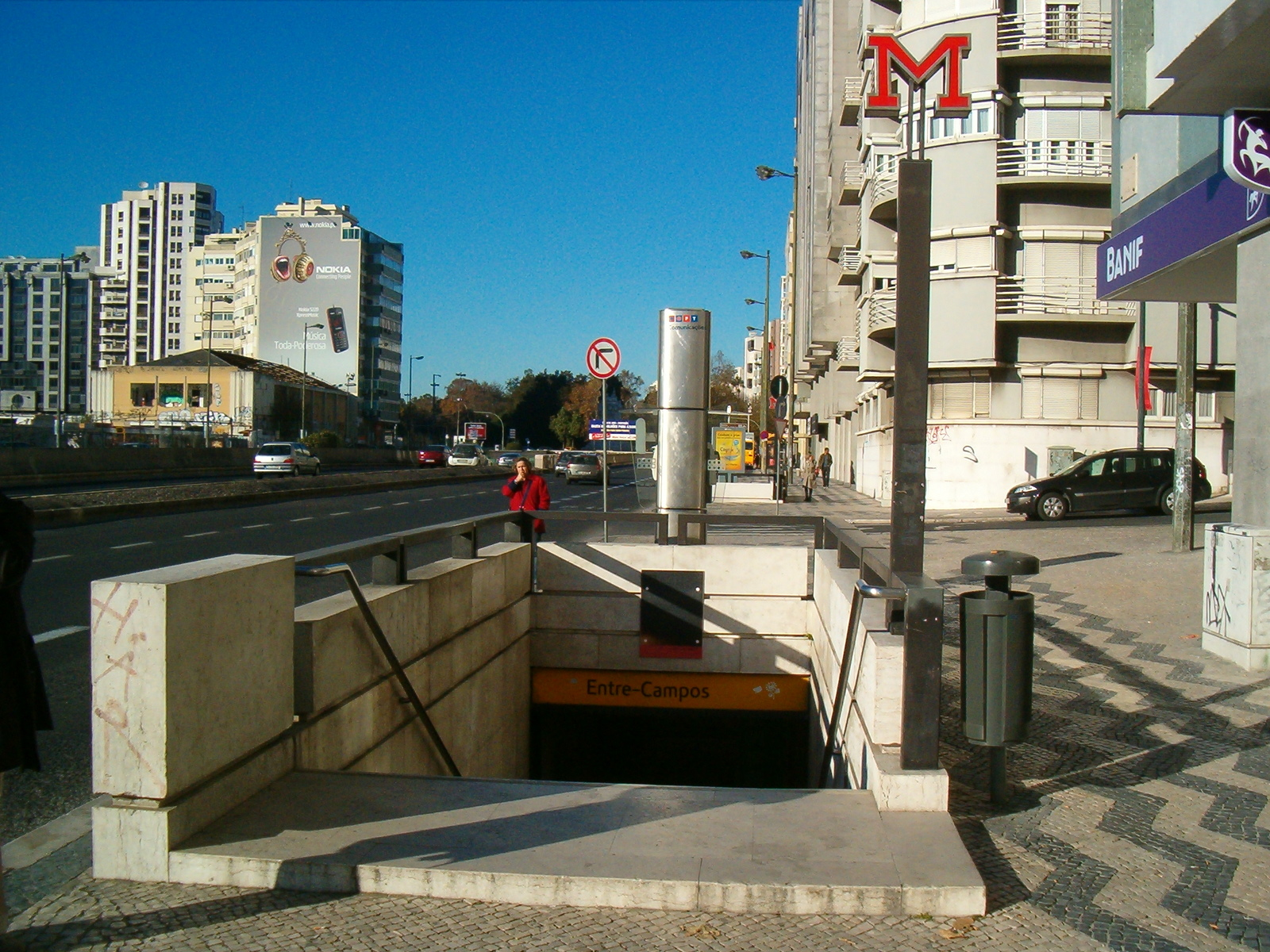
Nördlicher Eingang zum U-Bahnhof in der Avenida da República

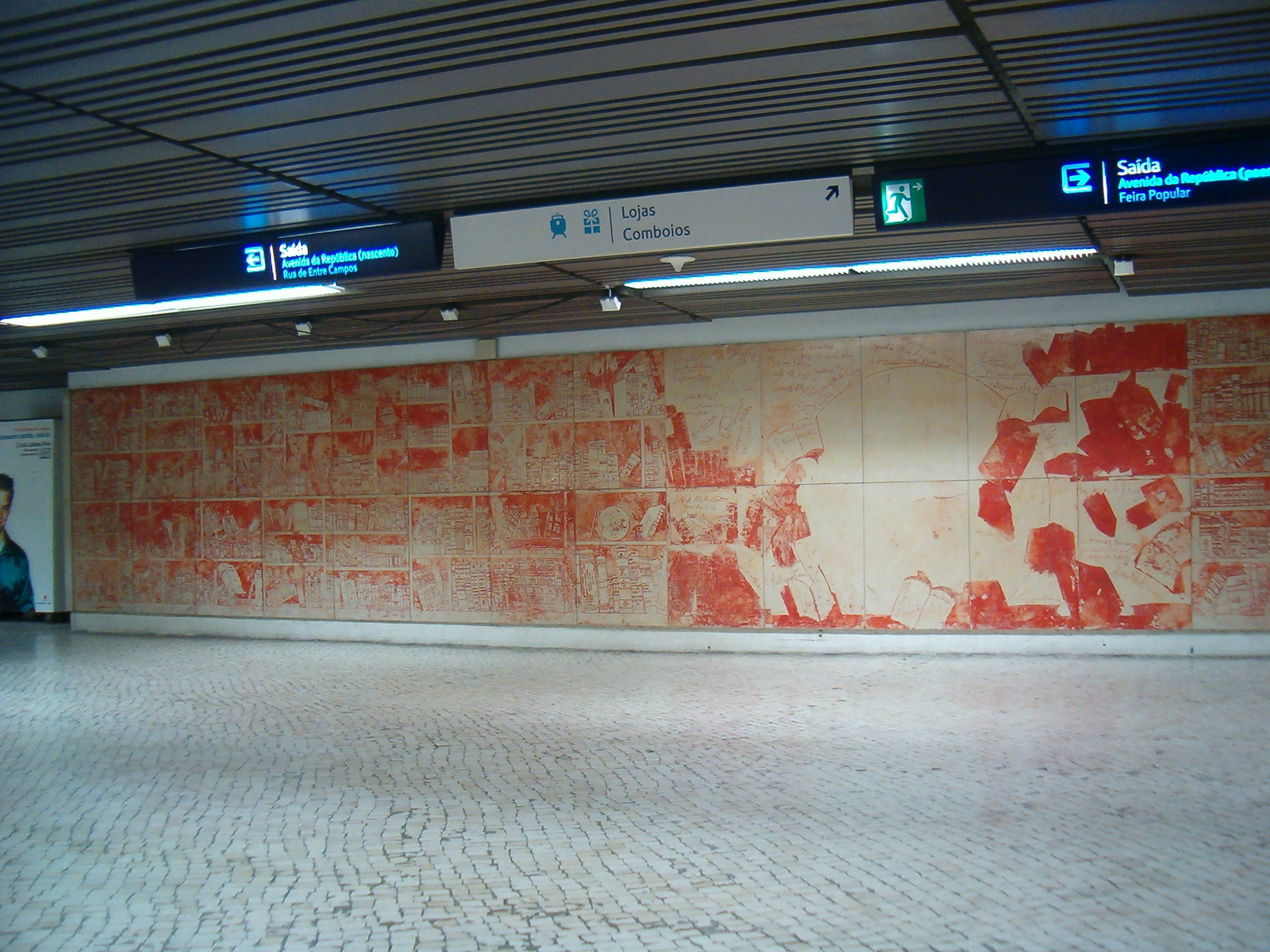
Wandgemälde der „steinernen Bibliothek“ von Bartolomeu Cid dos Santos

Entre Campos ist ein U-Bahnhof der Linha Amarela der Metro Lissabon, des U-Bahn-Netzes der portugiesischen Hauptstadt. Der Bahnhof befindet sich unterhalb der Avenida da República zwischen dem Platz Campo Grande und des gleichnamigen Eisenbahnbahnhof in der Stadtgemeinde Avenidas Novas. Die Nachbarstationen des Bahnhofes sind Campo Pequeno und Cidade Universitária. Der Bahnhof ging am 29. Dezember 1959 als einer der elf Bahnhöfe des Lissabonner Ursprungsnetzes in Betrieb.

## Geschichte
Die Lissabonner Stadtverwaltung eröffnete den Bahnhof Entrecampos feierlich am 29. Dezember 1959. Dabei stellte Entrecampos die Endstation des Ypsilon-förmigen zwischen Restauradores, Sete Rios und eben Entre Campos dar. Der Bahnhof, der wie alle Lissabonner U-Bahnhöfe über zwei Seitenbahnsteige verfügt, erhielt die übliche architektonische Ausgestaltung wie alle anderen U-Bahnhöfe. Den Bahnhof selbst entwarf der portugiesische Architekt Francisco Keil do Amaral, für die architektonische Gestaltung war Maria Keil zuständig. Keil wählte für die üblichen Azulejomuster verschiedene Rot- und Gelbtöne, mit einzelnen hellgrünen Tönen.
Bis 1988 blieb der U-Bahnhof Endstation des Netzes, ein Ausbau scheiterte an der finanziellen Lage des Landes. Erst mit der Verlängerung der Linie zum U-Bahnhof Cidade Universitária benachbarten „Universitätsstadt“ verlor der Bahnhof diese Funktion.
1993 erhielt der Bahnhof als erster des Netzes eine Grundsanierung. Die Betreibergesellschaft der Metro lud die Künstler Bartolomeu Cid dos Santos und José Santa Bárbara für die Umgestaltung des Bahnhofes ein. Cid dos Santos, Maler und Skulpteur, zeichnete für die Bahnsteige verantwortlich, Santa Bárbara für den Fußgängertunnel zum Bahnhof der Eisenbahn.
Cid dos Santos ließ sich von der nahe gelegenen Nationalbibliothek inspirieren. Für das südliche Zwischengeschoss des Bahnhofes fertigte er ein Wandbild einer „steinernen Bibliothek“ an, welche die Entwicklung der portugiesische Literatur vom Mittelalter bis in die Moderne zeigt. Neben diesem Exponat fertigte Cid dos Santos verschiedene kleinere Dekorationselemente für die Bahnsteige ein, die seine zwei bevorzugten literarischen Werke repräsentieren sollen: auf dem westlichen Bahnsteig Os Lusíadas von Luís Vaz de Camões, auf dem östlichen Ode Marítima von Álvaro de Campos (Fernando Pessoa). Ein weiteres Werk ehrt den Maler Robert Motherwell, dessen Bewunderer Cid dos Santos ist. Auf dem Werk ist das folgende Zitat Motherwells auf Portugiesisch eingraviert: Importa saber que não se pode falar numa arte nacional; ser simplesmente um artista americano ou francês não significa coisa alguma. Não ser capaz de sair do seu primeiro meio artístico, é meio caminho para nunca atingir o Humano. (Deutsch: „Es ist wichtig, zu wissen, dass man nicht von einer nationalen Kunst sprechen kann; dass jemand einfach ein amerikanischer oder französischer Künstler sei, sagt überhaupt nichts aus. Nicht in der Lage zu sein, aus seinem ursprünglichen künstlerischen Umfeld herauszukommen, bedeutet, dass man auf halbem Wege ist, das allgemein Menschliche nie erreichen zu können.“) José Santa Bárbara schuf im Übergangstunnel zum Eisenbahn-Bahnhof eine Art Steinbrunnen, der eine Alegorie an das Wasser, Licht und Klang sein soll, um an das arabische Erbe in Portugal zu erinnern.
Der Bahnhof besitzt Aufzüge zur Straßenoberfläche sowie zum Bahnhof der Eisenbahn und gilt deswegen als barrierefrei.

## Verlauf
Am U-Bahnhof bestehen Umsteigemöglichkeiten – über den Bahnhof Entrecampos – zu den Vorortzügen der Bahngesellschaften CP Urbanos de Lisboa und Fertagus, zu den Regionalzügen der CP Regional sowie den Fernzügen in Richtung Algarve und Porto der CP Longo Curso. Des Weiteren halten zahlreiche Buslinien der Carris am Bahnhof.
| Linie | Verlauf |
| ----- | --- |
|       | Odivelas – Senhor Roubado – Ameixoeira – Lumiar – Quinta das Conchas – Campo Grande – Cidade Universitária – Entre Campos – Campo Pequeno – Saldanha – Picoas – Marquês de Pombal – Rato |